# محمد عبد القادر حاتم
محمد عبد القادر حاتم (3 سبتمبر 1918م ـ 20 رمضان 1436 هـ / 7 يوليو 2015م) كان من مؤسسي المخابرات العامة المصرية وهو من وضع البنية الأساسية للإعلام المصري في الخمسينيات وأنشأ وكالة أنباء الشرق الأوسط، وأقام مبنى ماسبيرو المستدير في الستينيات صوت المحارب المصري على الهواء مباشرة وعبر عن صوت المحارب المصري على الهواء مباشرة، داعم حركات التحرر العربية عبر الأثير المصري من حفر الخنادق وتحت أزيز طلقات المقاومة، وإستراتيجية إعلامية لثورة 23 يوليو التي تمثل قاعدة التحرر العربي. ارتبطت حياة الدكتور حاتم بالحقبة الأخيرة من تاريخ مصر الحديث، أنشأ إعلام الثورة والتحرر والمقاومة بعد قيام الثورة في 1952، حيث ترأّس مصلحة الاستعلامات ومنها انتقل للعمل مستشاراً لرئيس الجمهورية حتى تولى وزارات الإعلام في عامي 62 و 71 والثقافة والسياحة، ثم نائباً لرئيس الوزراء ووزيراً للإعلام. إنشاء التليفزيون المصري له جهود بارزة في إنشاء التليفزيون المصري وفي إنشاء أكبر المحطات الإذاعية في العالم العربي مثل إذاعة صوت العرب؛ وإنشاء إذاعة القران الكريم؛ وإنشاء وكالة أنباء الشرق الأوسط وإنشاء مدينة الإعلام وتطوير الهيئة العامة للاستعلامات والإرشاد القومي
الهيئة العامة للإستعلامات (إعلام) مصري شغل منصبه في الستينيات.

## مولده وتعليمه
ولد محمد عبد القادر حاتم في 3 سبتمبر 1918 بمحافظة البحيرة مركز إيتاي البارود قرية ششت الأنعام، وحصل على بكالوريوس العلوم العسكرية من الكلية الحربية الملكية عام 1939.

## المناصب التي تقلدها
تم تعيين عبد القادر حاتم مديراً للهيئة العامة للاستعلامات المصرية لفترة، ثم أنشأ أول وكالة أنباء في العالم العربي هي وكالة أنباء الشرق الأوسط. عُيّن عبد القادر حاتم وزير دولة مسؤولًا عن الإذاعة والإعلام العربي عام 1958، ثم شغل منصب وزير الثقافة والإرشاد القومي (الإعلام) في الفترة من 20 سبتمبر 1960 إلى 30 سبتمبر 1965 .

## لقاؤه بمدير إذاعة الشرق الأدنى
قبيل انفجار أزمة السويس عام 1956 عمدت إذاعة الشرق الأدنى البريطانية في قبرص إلى استخدام الدعاية السوداء ضد النظام المصري الذي رد بتهديد المصريين العاملين فيها، فقام مدير الإذاعة البريطانية، رالف بوستون، بزيارة القاهرة حيث استقبله عبد القادر حاتم الذي رفض سحب التهديد المصري ضد العاملين في الإذاعة.<ref>Peter Patner. Arab Voices: The BBC Arabic Service 1938-1988. BBC Books, 1988. P 101

## الجوائز التي حصل عليها
- حصل على 40 قلادة ووساماً من مختلف دول العالم.

## مؤلفاته

### باللغة العربية
له ما يقرب من 20 كتاباً تناولت الإعلام والسياسة والعلاقات المصرية اليابانية، منها:
- الإعلام كوسيلة للاستقرار الداخلي وتحقيق السلام العالمي،
- الرأي العام،
- الدعاية والإعلام،
- الدعاية: نظريات وتجارب،
- علم المستقبليات،
- الإعلام في القرآن الكريم،
- الأخلاق في القرآن الكريم،
- الاقتصاد السياسي والإسلام،
- القمر الصناعي والقانون الدولي،
- المعاهدات الدولية والإسلام،
- الاشتراكية العربية،
- المعاهدات الدولية: بين الإلغاء والإنهاء والتعديل،
- التقاليد البرلمانية في العالم،
- الأحزاب السياسية في العالم،
- النظام السياسي في مصر،
- المفاجأة الاستراتيجية في حرب أكتوبر 1973م،
- دور الإعلام المصري في تحقيق المفاجأة الاستراتيجية في حرب أكتوبر 1973م،
- الإعلام العربي في خمس حروب،
- من أسباب تقدم اليابان،
- الإدارة في اليابان: كيف نستفيد منها،
- الصحافة في مصر،
- التخطيط الثقافي،
- العولمة: ما لها وما عليها،

### باللغة الإنكليزية
- أرض العرب، طباعة لندن،
- الاعلام والقضية العربية، طباعة لندن،
- الحياة عند قدماء المصريين، طباعة لندن واليابان والولايات المتحدة،
- توحيد النقد في البلاد العربية،
- قيم إسلامية،

### باللغة اليابانية
- مصر: أمس واليوم وغدا،
- الأرض القريبة من الشمس،